# Torre Shalom Meir

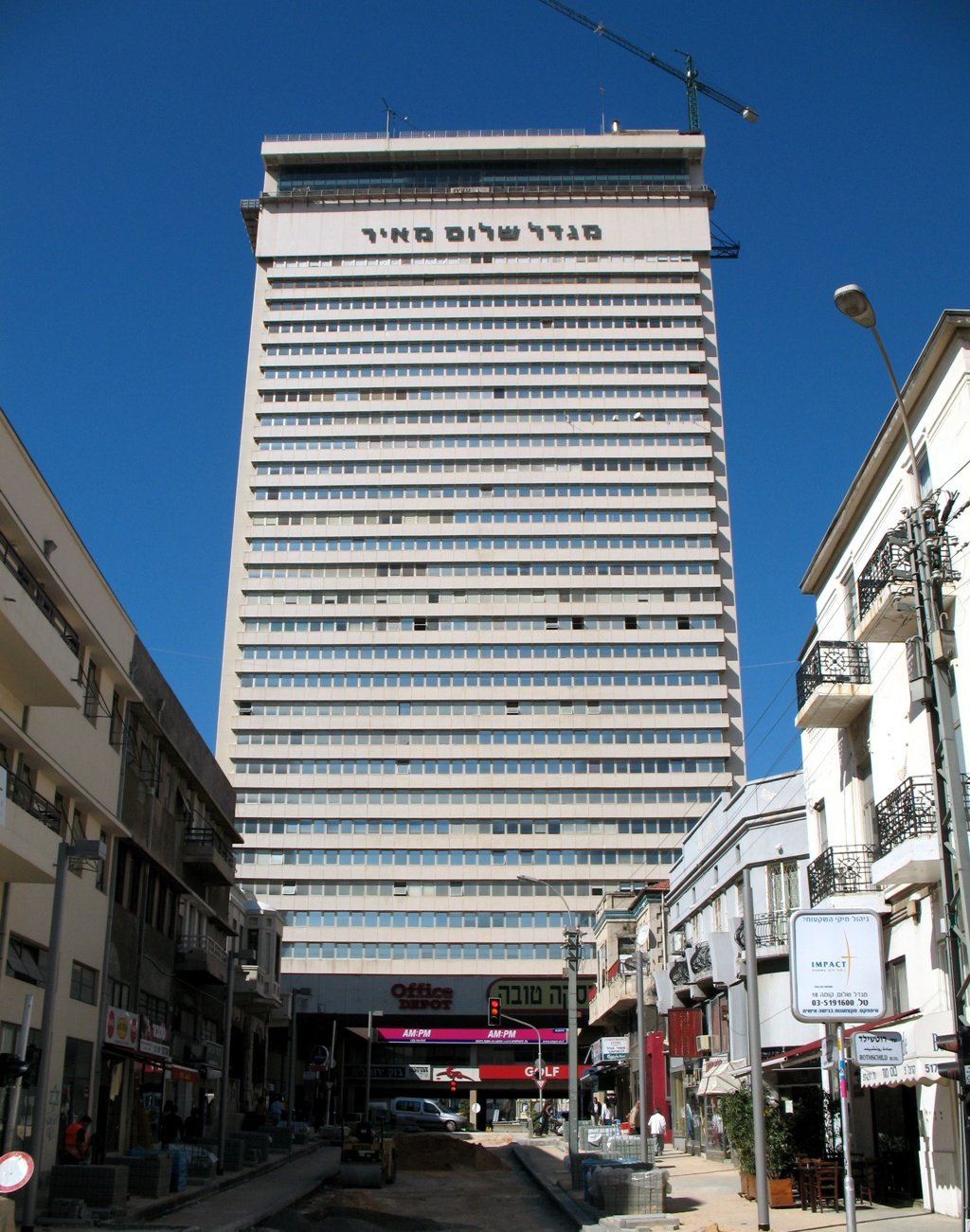
La torre Shalom Meir.

La torre Shalom Meir (en hebreo: מגדל שלום מאיר) (Migdal Shalom Meir) comúnmente conocida como Migdal Shalom (en hebreo: מגדל שלום) es una torre de oficinas ubicada en Tel Aviv (Israel). Fue el primer rascacielos del país. Cuando su construcción se completó en 1965, era el edificio más alto de Oriente Medio y rivalizaba con los edificios más altos de Europa en altura. Para construir la torre, el histórico Gimnasio Hebreo de Herzliya tuvo que ser demolido. En la actualidad, alberga el Tel Aviv Center, que cuenta con una serie de exposiciones permanentes y temporales dedicadas a los inicios y el desarrollo de la ciudad de Tel Aviv.
La torre fue construida en el mismo sitio donde estaba el instituto hebreo de educación secundaria de Herzliya, también conocido como gimnasio de Herzliya. La estructura arquitectónica e histórica del instituto fue arrasada y el centro tuvo que ser demolido para poder construir la torre en 1962. Esta decisión fue lamentada más tarde y el gimnasio de Herzliya se convirtió en el emblema de la sociedad para la conservación de los lugares y el patrimonio de Israel.
La torre fue construida por los hermanos Meir: Moshe, Mordechai y Menachem Meir, los cuales dieron a la torre el nombre de su padre, el rabino Shalom-Shachna Meir, nacido en Sanok, en Galitzia. Shalom-Shachna Meir se casó con la hija de un rico fabricante de Moldavia, país donde vivió hasta 1920, convirtiéndose en un próspero hombre de negocios, así como en un líder de los sionistas locales. En 1920 emigró a Palestina, donde se convirtió en una figura pública importante en los primeros años de la ciudad de Tel Aviv y fue miembro del primer ayuntamiento del municipio y uno de los fundadores de la ciudad de Ramat Gan.

## Descripción
Migdal Shalom tiene 34 plantas y se encuentra a una altura de 120-130 metros. 50.000 metros cúbicos de hormigón, 4.000 toneladas de acero, 35 kilómetros de tuberías de agua y 500 kilómetros de cableado fueron utilizados en la construcción de la torre. El edificio tiene una fachada de azulejos de color crema que fue creado especialmente para la torre y fue fabricado en Italia. Una estación subterránea fue construida debajo de la torre, pero los railes nunca fueron instalados y la estación permanece vacía y desconectada de cualquier sistema ferroviario.

### El museo y las galerías
El paseo de la planta baja muestra un mosaico mural realizado por el artista israelí Nachum Gutman que está frente a otro hecho por David Sharir. Hay otras exposiciones permanentes y temporales dedicadas a las primeras décadas de la historia de Tel Aviv y que se encuentran en la planta baja y primer piso.